# Championnats de France de triathlon 2010
Navigation
Édition précédente Édition suivante
Cet article présente les résultats du Championnats de France de triathlon de 2010.

## Championnat de France de Triathlon courte distance 2010
Le Championnat de France de Triathlon courte distance s'est déroulé au Lac des Vieilles Forges le dimanche 20 juin 2010.

## Résultats

### Homme
|        | Triathlète        | Temps           |
| ------ | ----------------- | --------------- |
| Or     | Frédéric Belaubre | 1 h 53 min 19 s |
| Argent | Vincent Luis      | 1 h 53 min 35 s |
| Bronze | Sylvain Sudrie    | 1 h 55 min 25 s |
| 4      | Aurélien Lescure  | 1 h 56 min 11 s |
| 5      | Tony Moulai       | 1 h 56 min 42 s |
| 6      | David Hauss       | 1 h 57 min 54 s |

### Femme
|        | Triathlète         | Temps           |
| ------ | ------------------ | --------------- |
| Or     | Jessica Harrison   | 2 h 11 min 29 s |
| Argent | Carole Péon        | 2 h 11 min 55 s |
| Bronze | Charlotte Morel    | 2 h 11 min 59 s |
| 4      | Marion Lorblanchet | 2 h 14 min 46 s |
| 5      | Emmie Charayron    | 2 h 15 min 45 s |
| 6      | Delphine Pelletier | 2 h 16 min 12 s |